# Mariusz Stępiński
Mariusz Stępiński (n. Sieradz, 12 de maig de 1995) és un futbolista polonès que juga en la demarcació de davanter pel Ruch Chorzów de l'Ekstraklasa.

## Selecció nacional
Després de jugar en les categories inferiors, finalment el 2 de febrer de 2013 va debutar amb la selecció de futbol de Polònia en un partit amistós celebrat en l'Estadi Ciutat de Màlaga contra Romania que va finalitzar amb un resultat de 4-1 a favor del combinat polonès després dels gols de Szymon Pawłowski, un doblet de Łukasz Teodorczyk i Daniel Łukasik per a Polònia, i de Gheorghe Grozav per a Romania. A més va ser convocat per jugar l'Eurocopa 2016.

## Clubs
| Club                   | País     | Any         | Partits | Gols |
| ---------------------- | -------- | ----------- | ------- | ---- |
| Widzew Łódź            | Polònia  | 2011 - 2013 | 34      | 5    |
| FC Nuremberg II        | Alemanya | 2013 - 2014 | 23      | 6    |
| Wisla Cracovia (cedit) | Polònia  | 2014 - 2015 | 26      | 2    |
| Ruch Chorzów           | Polònia  | 2015 -      | 36      | 15   |